# 光通信 (企業)

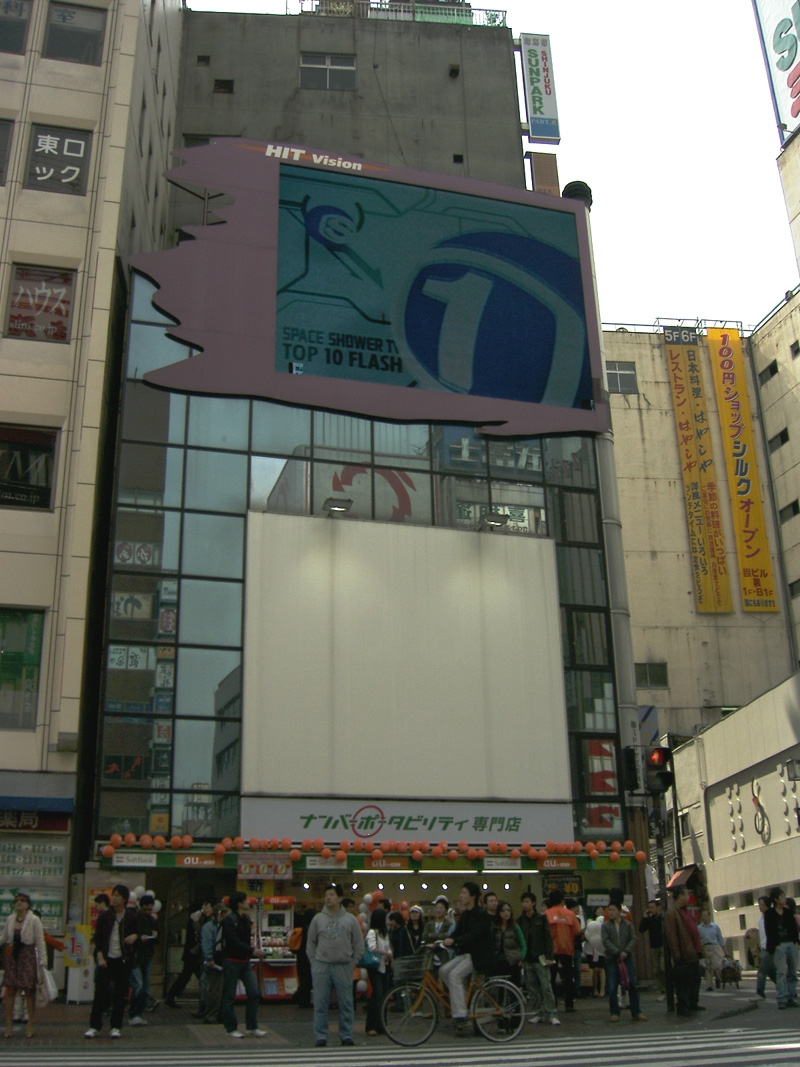
旧HITSHOP 1号店（新宿）現在はナンバーポータビリティー専門店としてリニューアル

株式会社光通信（ひかりつうしん、HIKARI TSUSHIN, INC.）とは、東京都豊島区西池袋に本社を置く情報通信業のホールディングカンパニー。
JPX日経インデックス400の構成銘柄の一つ。

## 概説
インターネット回線・電力・宅配水・保険等の販売事業を主に行う。

### 創立
1988年に重田康光が創立。携帯電話やPHSの普及期に、携帯電話販売代理店「HIT SHOP」を全国展開して新規の回線契約者に端末を無料で提供し、一契約あたり数万円の報奨金を得て事業を拡大した。のちにHIT SHOPはスカパーの受信機器レンタルサービス「デジタルクラブ」の取次事業も展開した。
携帯電話の普及期に利用促進を目的として、情報料不要で通話料のみで利用できるボイスメール・音声情報サービス「イケテルIネット」を開始。現在は関連会社のファイブエニーが、光通信からサービスを引き継ぎ、運営している。

### 株価と業績
1990年代後期のITバブル期に投機銘柄として急騰したが、携帯電話市場が飽和し、新規契約は頭打ちとなり、DDIに対する架空契約（寝かせ）が大量発覚して2000年3月に急落した。「2000年8月期の業績を上方修正する」と記者会見して上昇したが、2週間後に60億円の黒字から130億円の赤字へ大幅下方修正が発表されて再下落した。「これ以上に洗練された組織モデルはない」と自画自賛した組織モデルと実状との乖離の発覚が市場で不信感を増幅させ、最高値24万円から3か月で8000円台に急落した。2000年の年間値下がり率は99.1％でワースト記録となる。
新興ITベンチャー企業へ積極投資をしていたことから、投資先の他に、光通信と無関係のIT企業も経営実態を疑念視され、株式市場の大幅安を呼び込み「ITバブル崩壊の大立役者」と揶揄された。「東証一部で20営業日連続ストップ安」となり、これを契機に、上場規則の改正で「ストップ安（ストップ高）が3営業日連続で続いた場合は、その翌営業日からストップ安（ストップ高）以外で売買が成立するまで値幅制限の下限（上限）を通常の2倍に拡大する」規定が設けられた。
市場は「販売した携帯電話回線から発生する通話料の一部が、携帯電話事業者から報奨金として支払われるインセンティブ契約は、通常は3-5年間で期間終了となり、同時に倒産するのではないか」と憶測したが、携帯電話販売事業を大幅に縮小し、シャープの複写機販売を中心に業態転換した。2001年に赤字に転落したが、2004年に黒字に転換し、2014年5月19日の決算発表で売上高は前年比、約113%の5651億円だった。現在の携帯電話販売事業は東京23区内等に複数キャリアを併売する「OBM it's」等があるが、多くの地域でau、ソフトバンクの専売店に転換している。
ブロードバンドの営業で「Yahoo! BB」を拡販し、2005年頃から「ハローコミュニケーションズ」「ベルサポート」等、コールセンターを運営する子会社を次々と設立した後に、アウトバウンドで光ファイバー回線を販売している。

### 商号と社長
創立者の重田康光の名前を取った「光」と、通信業界の「通信」を合わせて光通信とした。
- 重田康光：1988年2月 - 2003年6月、2003年6月 - 代表取締役会長
- 玉村剛史：2003年6月 - 2019年6月、2019年6月 - 取締役副会長
- 和田英明：2019年6月 - 現在

## 事業所
- 本社 - 東京都豊島区西池袋1-4-10　光ウエストゲートビル

## 沿革
- 1988年
  - 2月 - OA機器、オフィス電話等の販売及びリースを目的として設立（資本金：100万円）
  - 7月 - 市外電話サービスの回線販売事業の開始
- 1990年4月 - 複写機、ファクシミリの販売を開始
- 1991年11月 - コンピュータならびに周辺機器の販売を開始
- 1992年12月 - 国際事業部を組織し、国際電話サービス回線販売事業を本格化
- 1993年6月 - 移動体通信事業部を組織し、携帯電話サービス回線販売事業を本格化
- 1994年
  - 4月 - 携帯電話機の売り切り制導入に伴い、携帯電話端末の販売を開始
  - 5月 - 東京都新宿区に携帯電話販売店第1号店を開店
- 1995年
  - 5月 - 通信機器営業部を組織し、ビジネスホンの販売を本格化
  - 7月 - 簡易型携帯電話（PHS）サービスの取次及びPHS端末の販売を開始
  - 9月 - 株式の額面金額変更のため、形式上の存続会社株式会社光通信（東京都練馬区）と合併
- 1996年
  - 2月 - 当社株式を日本証券業協会に登録
  - 10月 - 移動体通信事業部を地域ごとに再編成
- 1997年1月 - 当社株式の売買単位を1,000株から100株に変更
- 1998年9月 - レンタルサーバビジネスを本格化
- 1999年
  - 5月 - 携帯電話販売店舗数が全国1,500店舗
  - 9月 - 当社株式を東京証券取引所市場第一部へ上場
- 2002年
  - 3月 - 決算期を8月から3月に変更
  - 6月 - 代表取締役2名体制を採用
  - 7月 - 株式会社ニュートン・フィナンシャル・コンサルティングにより保険販売事業を本格的に開始
  - 9月 - 株式会社パイオン（旧・株式会社ネクサス）を子会社化
  - 9月 - 株式会社HIKARIプライベート・エクイティが有するベンチャーファンドの業務執行権等を譲渡
- 2011年10月 - 東京都豊島区西池袋1-4-10に本社移転
- 2012年11月 - 自己株式500万株を消却
- 2013年
  - 6月 - 株式会社エフティグループ（旧・エフティコミュニケーションズ）を子会社化
  - 8月 - 自己株式400万株を消却
  - 12月 - 自己株式160万株を消却
- 2014年
  - 5月 - 株式会社京王ズホールディングスを子会社化[3]
  - 6月 - ニュートン・フィナンシャル・コンサルティングが東京証券取引所JASDAQ（スタンダード）に上場
  - 12月 - 株式会社ウェブクルーを子会社化[4]
- 2015年2月 - 株式会社プレミアムウォーターホールディングス（旧・ウォーターダイレクト）を子会社化
- 2018年8月 - 自己株式120万株を消却
- 2019年2月 - 株式会社アクトコールを子会社化
- 2022年7月 - 株式会社NFCホールディングス（旧・ニュートン・フィナンシャル・コンサルティング）を完全子会社化

## 事業
連結子会社175社および持分法適用関連会社137社。（2019年3月末時点）
2020年3月期より報告セグメントを変更。

### 法人サービス事業
主に中小企業に対して、通信回線サービス、ハルエネ、お得電気など、その他多くの電力、各種システムなどの自社で企画・開発した商材の販売。

### 個人サービス事業
主に個人に対して、通信回線サービス、宅配水などの自社で企画・開発した商材の販売。

### 取次販売事業
通信キャリア、保険会社、メーカーなどの各種商品の取次販売。